# Мост (дентална медицина)
Вижте пояснителната страница за други значения на Мост.
Мост е фиксирана частична протеза, която служи за заместване на липсващ зъб. Мостът не може да се сваля от пациента.
Мостът се поставя като се изпиляват по определена техника съседните зъби на липсващия зъб. Мостът може да бъде метален, златен, металокерамичен.
Протезирането с мост започва с лекуване на съседните зъби, ако е необходимо.
След това зъболекарят (дентален лекар) взима отпечатък. Отпечатъкът се дава на зъботехник, който изработва мостовата конструкция така, че да пасне идеално на захапката.
След това зъболекарят залепва конструкцията на определеното място.